# Farcot et Olivier

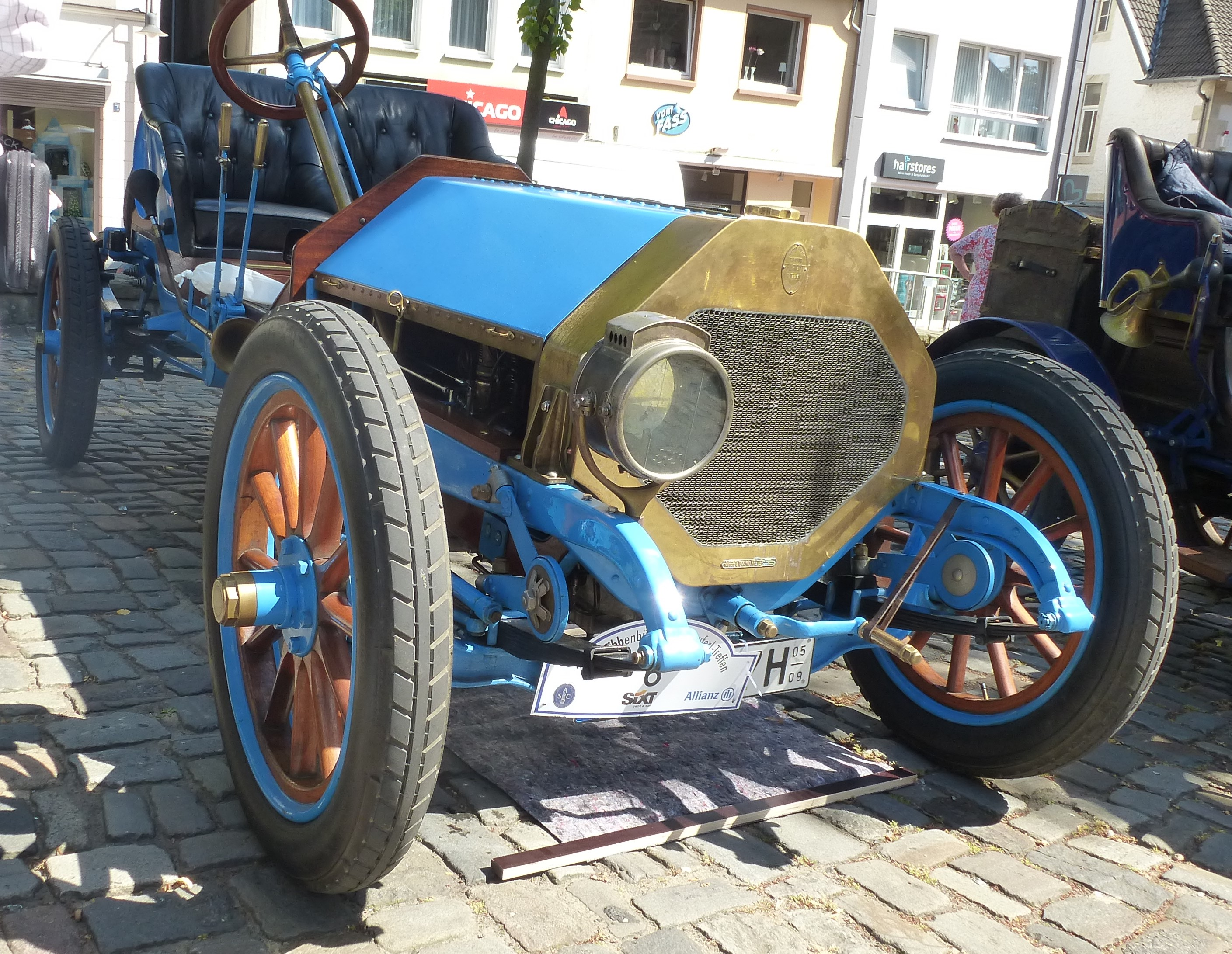
Farcot et Olivier von 1907

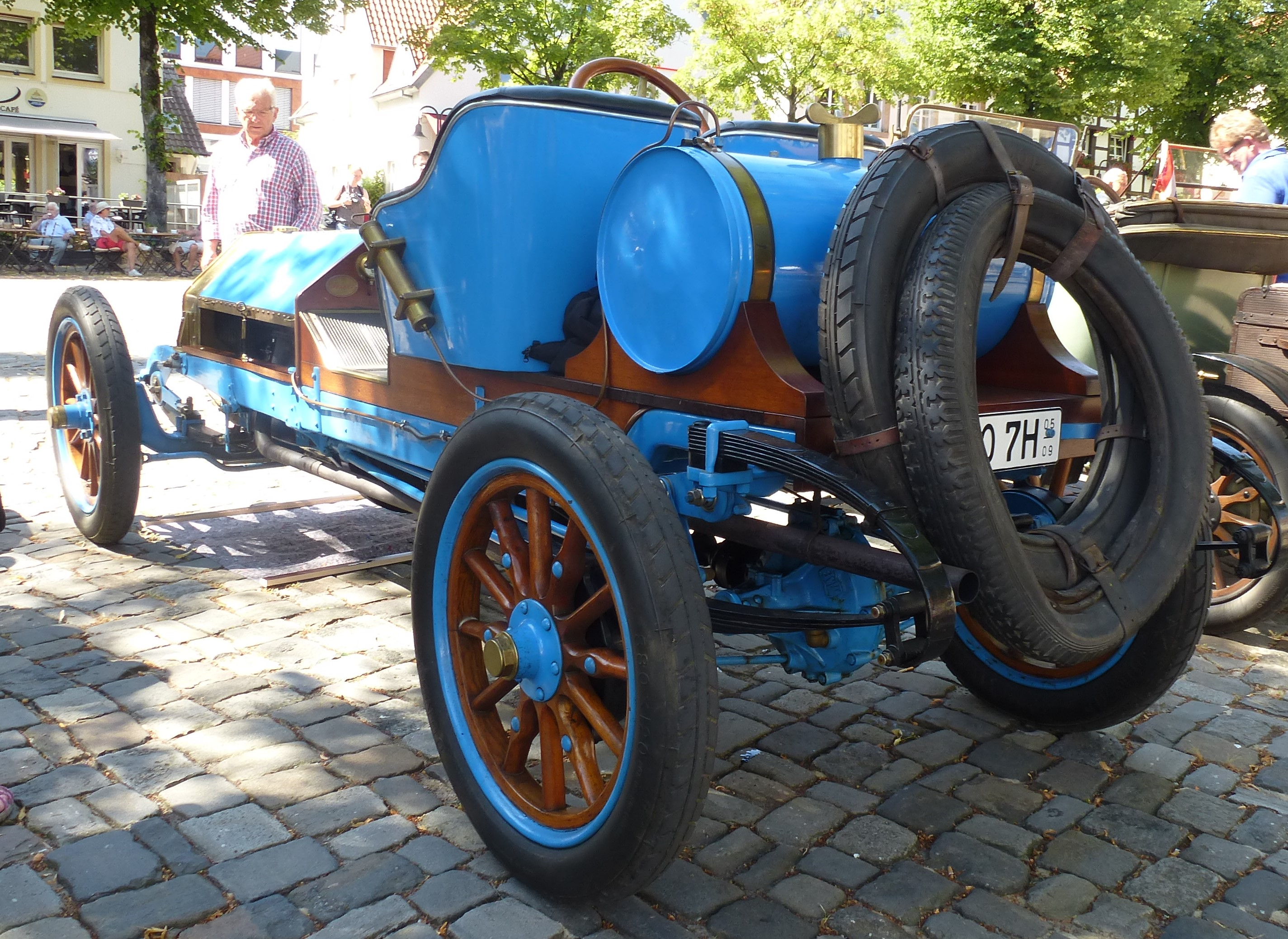
Heckansicht

Farcot et Olivier war ein französischer Hersteller von Automobilen und Flugzeugen.

## Unternehmensgeschichte
Das Unternehmen aus Paris begann 1907 mit der Produktion von Automobilen, Motoren und Flugzeugen. Der Markenname lautete Farcot et Olivier. Im gleichen Jahr endete die Produktion.

## Fahrzeuge
Es entstanden sowohl reine Fahrgestelle als auch komplette Automobile, die überwiegend als Taxi eingesetzt wurden.
Ein Fahrzeug existiert noch.